# Comisión de Arbitraje de fútbol de Chile
La Comisión de Arbitraje de Chile de la  Asociación Nacional de Fútbol Profesional, es la encargada de regular a lo relativo al cuerpo referil en todas sus líneas. 
Es una comisión perteneciente a la Federación de Fútbol de Chile y de la Comisión de Arbitrajes de la CONMEBOL.
Es presidido desde octubre de 2020 por el exárbitro internacional Jorge Osorio.

## Áreas de desarrollo
En la Comisión de Arbitraje de Chile existen cuatro Áreas de Desarrollo, dirigidas por exárbitros profesionales.
- Área de Operaciones: revisa todos los aspectos administrativos inherentes a la actividad, como contratos y convenios.
- Área de Evaluaciones: a cargo de la supervisión del desempeño de cada uno de los árbitros.
- Área de Docencia: Área que se encarga de la formación y constante capacitación de los árbitros.
- Área Fútbol Joven: a cargo de lo referente al arbitraje al Fútbol Joven.

## Árbitros de fútbol masculino

### Árbitros de Primera División
Esta es la lista de todos los árbitros disponibles que podrán dirigir partidos este torneo. Los árbitros que aparecen en la lista, pueden dirigir en las otras dos categorías profesionales, si la ANFP así lo estime conveniente. Los árbitros de la Primera B; Cristián Droguett, Nicolás Gamboa y Juan Lara, se incorporan a esta categoría, mientras que Cristián Andaur pasó a arbitrar a la Primera B. Además, el árbitro Cristián Garay pasó a convertirse en árbitro FIFA, por lo que puede arbitrar en competencias internacionales.
| Árbitros           | Edad    | Categoría |
| ------------------ | ------- | --------- |
| Fabián Aracena     | 40 años |           |
| Franco Arrué       | 46 años |           |
| Julio Bascuñán     | 46 años |           |
| José Cabero        | 40 años |           |
| César Deischler    | 48 años |           |
| Cristián Droguett  | 46 años |           |
| Eduardo Gamboa     | 48 años |           |
| Nicolás Gamboa     | 37 años |           |
| Cristián Garay     | 35 años |           |
| Francisco Gilabert | 42 años |           |
| Felipe González    | 45 años |           |
| Angelo Hermosilla  | 46 años |           |
| Héctor Jona        | 42 años |           |
| Juan Lara          | 35 años |           |
| Piero Maza         | 40 años |           |
| Christian Rojas    | 49 años |           |
| Roberto Tobar      | 46 años |           |

### Árbitros de Primera B
Esta es la lista de árbitros del torneo de Primera B edición 2019. Los árbitros de la Primera División, pueden arbitrar en el principio de este torneo, siempre y cuando no sean designados, para arbitrar en una fecha del campeonato de la categoría mencionada. Los árbitros que aparecen en la lista, pueden dirigir en las otras dos categorías profesionales, si la ANFP así lo estime conveniente. El árbitro de la Primera División; Cristián Andaur y los árbitros de la Segunda División Profesional; Claudio Cevasco, Miguel Araos, Nicolás Millas y Manuel Vergara, se incorporan a esta categoría, mientras que los árbitros Cristián Droguett, Nicolás Gamboa y Juan Lara, pasaron a arbitrar a la Primera División.
| Árbitros         | Edad    | Categoría |
| ---------------- | ------- | --------- |
| Gustavo Ahumada  | 39 años |           |
| Cristián Andaur  | 46 años |           |
| Claudio Aranda   | 52 años |           |
| Miguel Araos     | 37 años |           |
| Patricio Blanca  | 43 años |           |
| Rodrigo Carvajal | 38 años |           |
| Claudio Cevasco  | 34 años |           |
| Felipe Jara      | 40 años |           |
| Nicolás Millas   | 35 años |           |
| Omar Oporto      | 41 años |           |
| Matías Quila     | 32 años |           |
| Benjamín Saravia | 37 años |           |
| Rafael Troncoso  | 47 años |           |
| Fernando Véjar   | 35 años |           |
| Manuel Vergara   | 34 años |           |

### Árbitros de Segunda División Profesional
Esta es la lista de árbitros del torneo de Segunda División Profesional 2019. Los árbitros de la Primera División, como de Primera B, pueden arbitrar en la parte final de este torneo, siempre y cuando no sean designados, para arbitrar en una fecha del campeonato de la categoría mencionada, así como los árbitros de esta lista, pueden dirigir en las dos categorías más altas si la ANFP así lo estime conveniente. Los árbitros del Fútbol Joven de Quilín; Diego Flores, Jorge Oses, Juan Sepúlveda, Nicolás Zamorano y Víctor Fuentealba, se incorporan a esta categoría, haciendo su debut como árbitros profesionales, mientras que los árbitros Miguel Araos, Claudio Cevasco, Nicolás Millas y Manuel Vergara, pasaron a arbitrar a la Primera B.

## Árbitras de fútbol femenino

### Árbitros de Primera División femenino
| Árbitros          | Edad    | Categoría |
| ----------------- | ------- | --------- |
| Víctor Abarzúa    | 37 años |           |
| Diego Flores      | 35 años |           |
| Víctor Fuentealba | 38 años |           |
| Cristián Galaz    | 35 años |           |
| Nicolás Medina    | 36 años |           |
| Jorge Oses        | 31 años |           |
| Juan Sepúlveda    | 35 años |           |
| Diego Yáñez       | 27 años |           |

| Árbitros              | FIFA |
| --------------------- | ---- |
| Carolina González     | FIFA |
| Tania Mora            | FIFA |
| Pamela Gutiérrez      | No   |
| Bárbra Bastías        | No   |
| María Belén Carvajal  | FIFA |
| Loreto Toloza Cravero | FIFA |

## Árbitros de fútbol playa
| Árbitros              | FIFA |
| --------------------- | ---- |
| Ricardo Zúñiga Cossio | FIFA |
| Jonathan Silva Cruz   | FIFA |